# Gymnadenia buschmanniae
Gymnadenia buschmanniae är en orkidéart som först beskrevs av Herwig Teppner och Ster, och fick sitt nu gällande namn av Herwig Teppner och Erich Klein. Gymnadenia buschmanniae ingår i släktet brudsporrar, och familjen orkidéer. Inga underarter finns listade i Catalogue of Life.